# Relaciones entre Reino Unido y Venezuela
Las relaciones Reino Unido-Venezuela son las relaciones bilaterales entre el Reino Unido y Venezuela desde 1821 cuando las llamadas "legiones británicas" de ex soldados británicos lucharon para defender la Segunda República de Venezuela contra los realistas españoles durante la Guerra de Independencia de Venezuela.

## SigloXIX

### Guerra de la Independencia
Reino unido apoyó militar, comercial y diplomáticamente la Independencia de Venezuela de España, con la participación de militares y filibusteros como John Devereux, Thomas Ilderton Ferrier o James Towers English.Además, sus colonias antillanas de Jamaica y Trinidad fueron ofrecidas como refugio para los patriotas. A finales de la Guerra de independencia de Venezuela se libró la Batalla de Carabobo de 1821, en la cual de las fuerzas de Simón Bolívar eran de 6.500 a 8.000 soldados aproximadamente, entre los cuales de 340 a 350 eran hombres del batallón de la Legión Británica, en su gran mayoría de origen anglófono, comandados por el coronel Thomas Ilderton Ferrier e incluyendo a muchos exmiembros de la King's German Legion. 
Aunque muy superados en número y con pocos suministros, los soldados de la legión lograron mantener el control de las colinas tácticamente críticas. Al final de la batalla, la fuerza legionaria había sufrido 119 muertos, de los cuales 11 eran oficiales. El coronel Ferrier estaba entre los muertos. Bolívar luego elogió a las tropas de la Legión y los llamó los "Salvadores de mi Patria", señalando que se habían distinguido entre otros ejércitos.

### Estado de Venezuela
Durante la inestabilidad política que siguió a la independencia de Venezuela, las colonias británicas de Jamaica y Trinidad fueron empleadas para la huida o exilio de los líderes de diferentes movimientos políticos. En 1841 Venezuela denuncia una incursión del Imperio británico en su territorio. En octubre de 1846 llega información de que el Imperio Británico pretendió anexarse a Cumaná y a Barcelona y formar una República con la colonia británica de Isla Trinidad (actual Trinidad y Tobago) y la Guayana británica (actual Guyana).

#### Gobierno de José Tadeo Monagas
José Tadeo Monagas modificó la Ley de Espera y Quita, afectando a las inversiones extranjeras en Venezuela. En 1850 llegaron al país buques de la escuadra de las Indias Occidentales británicas, acompañados por una fragata holandesa exigiendo que fueran reparados los daños ocasionados a sus compatriotas por culpa de la ley, bajo la amenaza de bloquear los puertos de La Guaira y Puerto Cabello si no se pagaban dichos agravios. Después de 6 meses de bloqueo convino el gobierno en firmar un convenio donde el Estado se comprometía a asumir la responsabilidad por las deudas.

### Laudo Arbitral de París

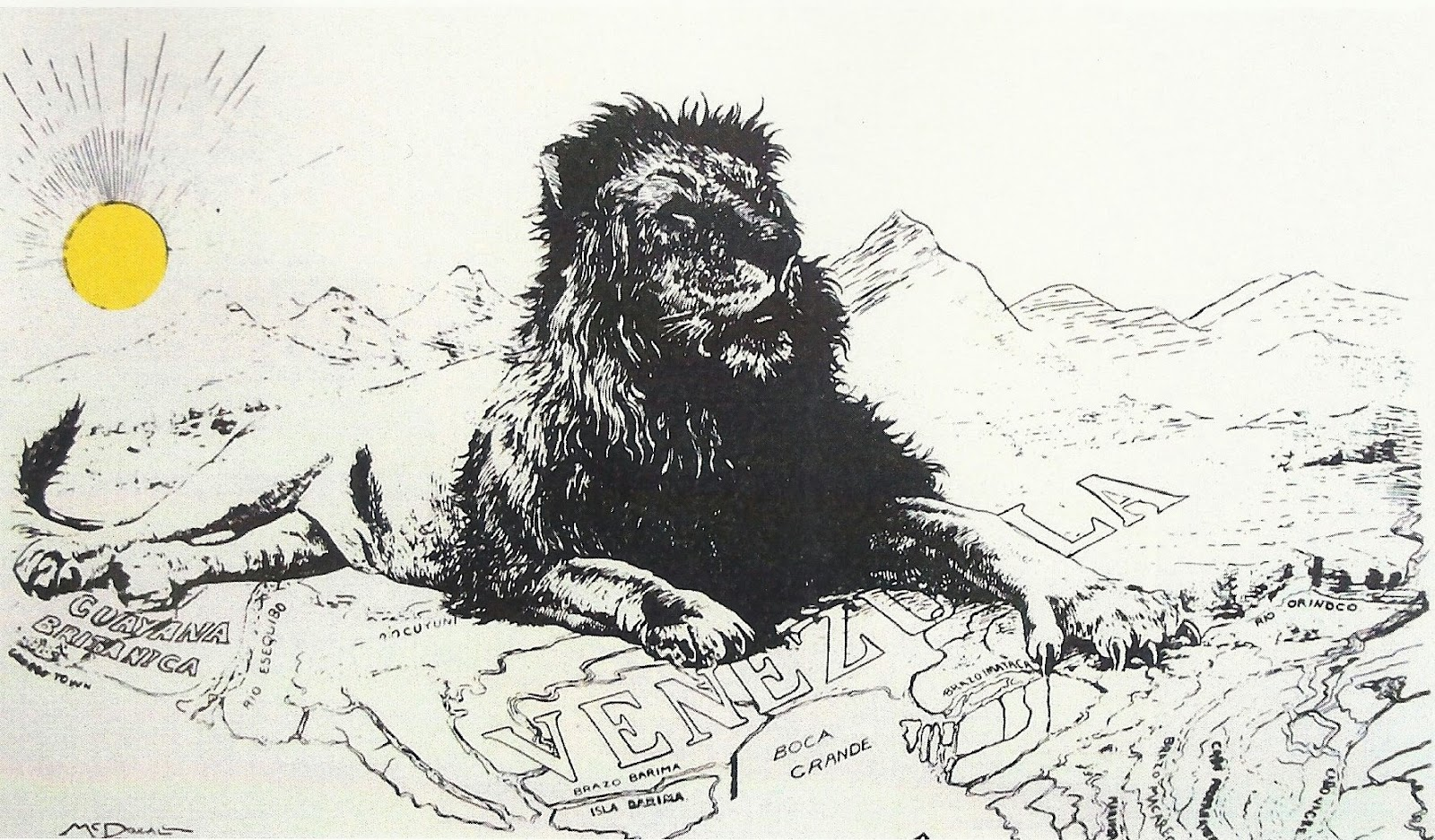
Imagen del Diario de Caracas de 1887 sobre el avance británico sobre los ríos Barima, Amacuro, Cuyuni y Yuruani, después de las rupturas de las relaciones diplomáticas entre Venezuela y el Reino Unido.

A fines del siglo XIX, Reino Unido se negó a incluir en el arbitraje internacional propuesto el territorio en disputa con Venezuela al este de la Línea Schomburgk, que un agrimensor había trazado medio siglo antes como límite entre Venezuela y el antiguo territorio holandés de Guayana Británica. La disputa finalmente hizo que Reino Unido aceptara la mediación de Estados Unidos en la disputa para forzar el arbitraje de todo el territorio en disputa, y aceptar tácitamente el derecho de Estados Unidos a intervenir bajo la Doctrina Monroe . Un tribunal se reunió en París en 1898 para decidir el asunto y en 1899 otorgó la mayor parte del territorio en disputa a la Guayana Británica. En 1962 Venezuela denuncia ante la ONU el Laudo Arbitral de 1899, lo describe como un tratado irrito y nulo porque Venezuela no estuvo presente, solamente Estados Unidos como representante de dicha nación, además, Venezuela dice que se descubrió que hubo un contubernio completo entre ingleses y rusos para que el tratado fuera a favor del Reino Unido para despojar a Venezuela de la Guayana Esequiba, esto llevó a una nueva mesa, así naciendo el Acuerdo de Ginebra en 1966.

## SigloXX
El gobierno de Carlos Andrés Pérez protegió de la Inteligencia británica a Ilich Ramírez miembro del Frente Popular para la Liberación de Palestina, durante su estadía en Londres, según el diplomático Elías Casado, excónsul de Venezuela en Londres. Estas órdenes le llegaron a Casado a través de varias llamadas de la directora de la secretaría privada de la presidencia, Gladys Vázquez, y de Cecilia Matos, amante de Carlos Andrés Pérez, pidiendo velar por Carlos. Aunque en el siglo XX ambos países están principalmente en buenos términos, Venezuela expresó su apoyo a su nación hermana Argentina en la disputa territorial británico argentina de las Islas Malvinas, disputa que conllevó a la guerra de las Malvinas entre ambas naciones en 1982.

## SigloXXI
Para el 1 de agosto de 2017, el gobierno británico recomendó en contra de todo viaje que no fuese esencial para Venezuela y retiró al personal de la embajada británica debido al malestar e inestabilidad actual, comentando sobre las protestas y el crimen en el país. Desde 2018, el Banco de Inglaterra ha congelado de 31 toneladas de oro del gobierno de Nicolás Maduro.
Reino Unido desconoció los resultados de las elecciones presidenciales de Venezuela de 2018, donde Nicolás Maduro fue declarado como ganador. En 2019, durante la crisis presidencial de Venezuela, Reino Unido reconoció a Juan Guaidó como presidente de Venezuela. En el 2020, la Reina Isabel II felicitó a Juan Guaidó y le deseó los mejores momentos en la conmemoración de la independencia de Venezuela.